# Hieronim Žveglič
Hieronim Žveglič, slovenski katoliški duhovnik in frančiškan, * 19. junij 1931, Maribor, † 25. april 2019.

## Življenje in delo
Po diplomi 1956 na ljubljanski Teološki fakulteti je v šestdesetih in sedemdesetih letih 20. stoletja močno zaznamoval pastoralno dejavnost pri frančiškanih v Ljubljani; uvedel je odmevna predavanja za izobražence, na katerih so sodelovali najvidnejši slovenski teologi, književniki in filozofi. Predavanja so izhajala v glasilu Naše tromostovje. V letih 1982−95 je bil predsednik celjske Mohorjeve družbe, ki je pod njegovim vodstvom doživela preporod in na njegovo pobudo so se začele tri Mohorjeve družbe med seboj zbliževati. Uredil je več zbornikov in bil urednik revije Srečanja ter objavljal članke v revijah Božje okolje in Cerkev v sedmem svetu.